# Saint-Aignan-Grandlieu
Saint-Aignan-Grandlieu è un comune francese di 3 522 abitanti situato nel dipartimento della Loira Atlantica nella regione dei Paesi della Loira.

## Società

### Evoluzione demografica
Abitanti censiti